# Быков, Виктор Владимирович
Виктор Владимирович Быков — советский хозяйственный деятель.

## Биография
Родился в 1928 году. Член КПСС.
В 1966—1977 гг. — главный инженер, директор Клинского термометрового завода.
В 1977—1990 гг. — генеральный директор Клинского производственного объединения «Термоприбор».
За разработку, промышленное освоение технологии защитных покрытий внутренней поверхности трубопроводов нефтяных и газовых месторождений был в составе коллектива удостоен Государственной премии СССР в области науки и техники 1989 года.
Жил в Клину.